# Zebulonia massoudi
 (août 2019).
Genre
Espèce
Zebulonia massoudi, unique représentant du genre Zebulonia, est une espèce de collemboles de la famille des Katiannidae.

## Distribution
Cette espèce est endémique de Madagascar.

## Étymologie
Cette espèce est nommée en l'honneur de Zaher Massoud.

## Publications originales
- Betsch, 1970 : Étude des collemboles de Madagascar. 1. Description d'un nouveau genre de symphypleones: Zebulonia. Revue d'écologie et de biologie du sol, vol. 7, p. 51-70.